# John Gibson Paton

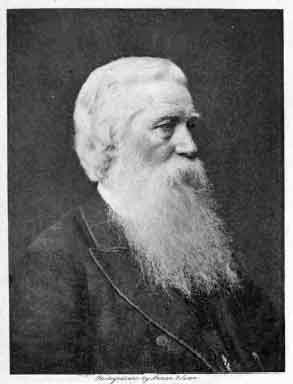
John Gibson Paton

John Gibson Paton (ur. 24 maja 1824 w Braehead, Kirkmahoe w Dumfriesshire w Szkocji, zm. 28 stycznia 1907) – szkocki misjonarz na Nowych Hebrydach, ordynowany przez Prezbiteriański Reformowany Kościół Szkocji. Zanim popłynął tam w 1858 r., razem ze swoją nowo poślubioną żoną Mary Ann Robeson, był miejskim misjonarzem w Glasgow przez okres 10 lat. Rozpoczął pracę na zamieszkanej przez dzikich ludożerców wyspie Tanna. Wiele razy ratował życie ucieczką. W końcu uciekł na wyspę Aniwa, tracąc cały dobytek poza Biblią i kilkoma tłumaczeniami, których udało mu się dokonać. Stworzył pierwszy hymnarz oraz przetłumaczył Nowy Testament na język mieszkańców tej wyspy.

## Młodość
John Gibson Paton urodzony 24 maja 1824 r., w południowej Szkocji, w dzierżawionym majątku Braehead, niedaleko Dumfries jako syn pończosznika – Jamesa Patona. Był najstarszym z 11 rodzeństwa.
James Paton był producentem rajstop, później stał się kolporterem. James i jego żona Janet i ich trzecie najstarsze dziecko w roku 1828/1829 przeprowadzili się z Braehead do miejscowości zwanej Tortholward. Mieszkając w skromnej chacie posiadającej trzy pokoje młode, małżeństwo wychowywało pięcioro synów i sześć córek. John G. wieku 12 lat zaczął uczyć się handlu w branży swojego ojca poświęcając na to 14 godzin dziennie.
Podczas tych lat John był pod silnym wpływem pobożności swojego ojca, który trzy razy dziennie chodził do pustego pomieszczenia swojego domu gdzie zanosił modlitwy za swoją rodzinę przed Bogiem. Podczas swojego dzieciństwa John otrzymał powołanie od Boga aby zostać misjonarzem. Ostatecznie Przeprowadził się do Glasgow (czterdzieści mil na piechotę do Kilmarnock a potem pociągiem do Glasgow), gdzie również podjął studia teologiczne i medyczne. Przez kilka lat pracował w dystrybucji traktatów, nauczał w szkole, jak również służąc jako misjonarz w zdegradowanej części miasta Glasgow.
Paton został ordynowany przez kościół Reformowanych Prezbiterian (Reformed Presbyterian Church) 23 marca 1858. 2 kwietnia w Coldstream, Berwickshire, Scotland John G. Paton poślubił Mary Ann Robson a 14 dni później, 16 kwietnia, towarzyszył mu Joseph Copeland. We dwoje pożegnali Szkocję i odpłynęli na południowy Pacyfik.

## Rozstanie
Poniższy fragment został napisany pod koniec życia autora i pochodzi on z książki pt. „Missionary Patriarch”: The True Story of John G. Paton. Stanowi on doskonały przykład relacji między ojcem a synem.
„Mój drogi Ojciec przeszedł ze mną pierwsze sześć mil mojej drogi. Jego rady i łzy, rozmowa na tej drodze podziału są świeże w moim sercu, tak jakby to było wczoraj, a łzy na moich policzkach tak równie swobodnie jak wtedy, gdy pamięć kradnie mnie z dala od sceny. Jego łzy spłynęły szybko, kiedy nasze oczy spotkały się w momencie, dla którego wszystkie słowa były daremne! Chwycił mnie mocno za rękę przez chwilę w milczeniu, po czym przymówił uroczyście: „Niech Cię Bóg błogosławi mój synu!. Oby Bóg twoich ojców prowadził cię i strzegł od wszelkiego zła!
Wzruszenie odebrało mu głos, ale wargi poruszały się w cichej modlitwie; ze łzami w oczach, obejmując się, pożegnaliśmy się. Szedłem przed siebie tak szybko, jak tylko mogłem, a gdy obejrzałem się na zakręcie drogi, zobaczyłem ojca stojącego tam, gdzie się rozstaliśmy. Po raz ostatni, skinąłem ręką w jego kierunku. Ale moje serce było pełne żalu; nie mogłem iść dalej, zobaczyłem nieco drogi i płakałem. Potem wspiąłem się na drzewo, by zobaczyć czy ojciec już poszedł. I oto zobaczyłem go stojącego na wzgórzu, skąd obserwował drogę, którą miałem dalej iść. „ Udając się w drogę syn miał jedno życzenie, by przy pomocy Bożej, wieść takie życie, które nie okryłoby niesławą lub smutkiem takich rodziców, jakich darował mi Bóg.” Wygląd mojego ojca, w momencie kiedy rozstaliśmy się często przechodził przez mój umysł tak i do tej pory jak by wydarzyło się to godzinę temu. W moich młodzieńczych latach szczególnie, gdy narażony na wiele pokus, jego forma rozstanie rosła przede mną jak Aniołem stróż. To nie jest faryzeizm, ale głęboka wdzięczność, która pomagała dystansować się do panującego w świecie grzechu i zachęcała do dalszych studiów.”

## Nowe Hebrydy
W dniu 1 grudnia 1857 Paton i jego przyjaciel Copeland zostali przyjęci do pracy jako misjonarze. Potem nastąpił czteromiesięczny okres odwiedzin w poszczególnych kościołach, ażeby bracia i siostry mogli poznać osobiście i wykazać zainteresowanie tym przedsięwzięciem. Po ordynacji, która odbyła się w Glasgow w dniu 23 marca 1858 roku John i Mary Paton wylądowali na wyspie Tanna, w południowej części Nowych Hebrydów. W tych dniach wyspa Tanna była zamieszkiwana przez kanibali. Para misjonarzy została otoczona przez „malowanych dzikusów, którzy byli spowici w przesądy i okrucieństwo pogaństwa w najgorszym wydaniu. Mężczyźni i dzieci chodzili w stanie nagości podczas gdy kobiety nosiły skrawki trawy lub fartuchy z liści.”
Trzy miesiące po ich przybyciu, 12 lutego 1859 urodził się Peter Robert Robson, syn Patonów. Radość z narodzin przyćmiła jednak troska i strach: Mary Ann Paton dostała silnego ataku malarii. W krótkim czasie straciła wszystkie siły. Symptomy zapalenia płuc i delirium wskazywały na stan beznadziejny. Niecałe trzy tygodnie później po urodzeniu dziecka Mary Ann zmarła. Pomimo tych ciężkich dni żałoby, John nadal niezawodnie działał w jego pracy misyjnej a także ciągłej wrogości od tubylców i wielu prób zagrażających jego życiu. Podczas jednego z ataków, statek przybył w samą porę, aby go uratować i zabrać go i do misjonarzy z innej części wyspy, do małżeństwa Mathieson, bezpiecznej części Aneityum.

## Wizyta w Australii i Szkocji, drugie małżeństwo
Z Aneityum, John udał się do Australii, a następnie do Szkocji aby wzbudzić większe zainteresowanie dokonanym już dziele w Nowych Hebrydach, w celu pozyskania nowych misjonarzy, a zwłaszcza do zebrania dużej sumy pieniędzy na budowę i utrzymanie żaglowca, który miał pomagać misjonarzom w ewangelizacjach na wyspach. Z czasem zebrał większą sumę pieniędzy niż planował, dzięki czemu mogła odbyć się budowa żaglowca. Podczas pobytu w Szkocji, 17 czerwca 1864 w Edynburgu John poślubił Margaret (Maggie) potomka tak zwanych „Rycerzy Białego Krzyża”.

## Powrót na Nowe Hebrydy
Powrót odbył się w sierpniu 1866 roku, John i jego nowa małżonka Maggie rozpoczęli nową stacje misyjną na wyspie Aniwa, najbliższej wyspie Tanna. Tam mieszkali w małym domku rodzinnym, podczas gdy budowali dom dla siebie i dwa domy dla osieroconych dzieci. Później kościół, drukarnia, i inne budynki zostały wzniesione. W Aniwa znaleźli tubylców bardzo podobnych do tych z wyspy Tanna. Te same przesądy, ci sami ludożercy, okrucieństwa, barbarzyńska mentalność, sam brak impulsów humanitarnych był ewidentny. Mimo to nadal nie przestawali pracy misyjnej i tam w Aniwa, 10 dzieci urodzonych, 4 z nich zmarło we wczesnym dzieciństwie lub w okresie niemowlęcym. Ich czwarty syn, Frank Hume Lyall Paton, który poszedł drogą rodziców jako misjonarz w Nowych Hebrydach, był jednym z tych, którzy urodzili się na wyspie Aniwa.
John nauczył się języka tubylców. Maggie nauczała około pięćdziesięciu kobiet w tym nastolatki, które stały się specjalistkami w szyciu, śpiewaniu a także wyplataniu kapeluszy, czytaniu. Trenowali nauczycieli, tłumaczyli i drukowali przełożone Pisma Świętego, służyli wśród chorych i umierających, którzy potrzebowali lekarstw każdego dnia. Nauczali tego jak posługiwać się różnego rodzaju narzędziami. Prowadzili nabożeństwa i wysyłali nauczycieli do wiosek aby głosili ewangelię. Po wielu latach życia w niebezpieczeństwo strony tubylców i choroby, oni kontynuowali swoją prace i po wielu latach cierpliwej służby, cała wyspa Aniwa wyznała chrześcijaństwo. W roku 1899 Nowy Testament, który przetłumaczył został wydrukowany a także służba misjonarzy w dwudziestu pięciu z trzydziestu wysp w Nowych Hebrydach.

## Końcowe lata
Maggie Whitecross Paton umarła w wieku 64 lat, 16 maja 1905 roku w Kannet. John G. przeżył swoją żonę o prawie dwa lata, umarł w wieku 82 lat 28 stycznia 1907 w Cross St, Canterbury, Wiktoria, Australia. Oboje są pochowani na Boroondara na skrzyżowaniu High Street and Park Hill Road, Kew, Wiktoria, Australia.
Grupa studentów w Presbyterian Theological College w Wiktorii jest nazwana jego imieniem.